# Pak Chong Ae
Pak Chong-ae (em coreano:  박정애; nascida Ch'oe Vera, , 1907 – , ), também conhecida como Pak Den-ai, foi uma política norte-coreana.
Pak representou o Partido dos Trabalhadores da Coreia do Norte (WPNK) e o Partido dos Trabalhadores da Coreia (WPK) em 1949, tendo se graduado na União Soviética. Foi galardoada com o Prémio Lenin da Paz em 1950.